# Saison 2019-2020 du Magic d'Orlando
La saison 2019-2020 du Magic d'Orlando est la 31e saison de la franchise en NBA.
La saison a été suspendue par les officiels de la ligue après les matchs du 11 mars  après l'annonce que Rudy Gobert était positif au COVID-19.
Le 12 mars 2020, le président de la ligue Adam Silver annonce que le championnat est arrêté pour « au moins 30 jours ». La franchise reprend la saison régulière le 31 juillet 2020, à Orlando.
Avec la 8e place de la conférence Est à l'issue de la saison régulière, le Magic affronte les Bucks de Milwaukee au premier tour des playoffs. L'équipe est éliminée lors du cinquième match de la série, à la suite du boycott instauré par leurs adversaires, plusieurs jours auparavant.

## Draft
| Tour | Choix | Joueur              | Poste | Nationalité | Provenance            |
| ---- | ----- | ------------------- | ----- | ----------- | --------------------- |
| 1    | 16    | Chuma Okeke         | PF    | États-Unis  | Tigers d'Auburn       |
| 2    | 46    | Talen Horton-Tucker | SG    | États-Unis  | Cyclones d'Iowa State |

## Matchs

### Summer League
| Summer League Total: 2-3 |

| Match                                                         | Date match | Équipe      | Score    | Meilleur marqueur    | Meilleur rebondeur   | Meilleur passeur  | Lieux Spectateurs    | Série |
| ------------------------------------------------------------- | ---------- | ----------- | -------- | -------------------- | -------------------- | ----------------- | -------------------- | ----- |
| 1                                                             | 5 juillet  | San Antonio | V 75-59* | Erik McCree (16)     | Devin Davis (6)      | Abdul Gaddy (5)   | Cox Pavilion         | 1 - 0 |
| 2                                                             | 7 juillet  | Denver      | D 79-84  | Erik McCree (17)     | Amile Jefferson (7)  | Abdul Gaddy (4)   | Cox Pavilion         | 1 - 1 |
| 3                                                             | 9 juillet  | Miami       | D 92-96  | Amile Jefferson (24) | Amile Jefferson (15) | Jeremiah Hill (9) | Cox Pavilion         | 1 - 2 |
| 4                                                             | 10 juillet | Brooklyn    | D 85-93  | Jeremiah Hill (21)   | Amile Jefferson (8)  | Jeremiah Hill (6) | Thomas & Mack Center | 1 - 3 |
| 5                                                             | 13 juillet | Chicago     | V 85-73  | Amile Jefferson (19) | Amile Jefferson (12) | Jeremiah Hill (6) | Cox Pavilion         | 2 - 3 |
| * Le match a été arrêté den raison d'un tremblement de terre. |            |             |          |                      |                      |                   |                      |       |

### Pré-saison
| Pré-saison Total: 3-3 (Domicile : 0-3; Extérieur : 3-0) |

| Match | Date match | Équipe        | Score    | Meilleur marqueur    | Meilleur rebondeur  | Meilleur passeur      | Lieux                | Série |
| ----- | ---------- | ------------- | -------- | -------------------- | ------------------- | --------------------- | -------------------- | ----- |
| 1     | 5 octobre  | @ San Antonio | V 125-89 | Mohamed Bamba (18)   | Mohamed Bamba (7)   | Al-Farouq Aminu (5)   | AT&T Center          | 1 - 0 |
| 2     | 7 octobre  | @ Détroit     | V 115-91 | Aaron Gordon (25)    | Nikola Vučević (10) | Markelle Fultz (7)    | Little Caesars Arena | 2 - 0 |
| 3     | 9 octobre  | @ Atlanta     | V 97-88  | Terrence Ross (20)   | Aminu, Isaac (8)    | Trois joueurs (4)     | State Farm Arena     | 3 - 0 |
| 4     | 11 octobre | Boston        | D 75-100 | Terrence Ross (21)   | Khem Birch (9)      | Markelle Fultz (4)    | Amway Center         | 3 - 1 |
| 5     | 13 octobre | Philadelphie  | D 94-126 | Al-Farouq Aminu (12) | Gordon, Isaac (6)   | D. J. Augustin (6)    | Amway Center         | 3 - 2 |
| 6     | 17 octobre | Miami         | D 98-107 | Evan Fournier (16)   | Nikola Vučević (6)  | Fournier, Magette (4) | Amway Center         | 3 - 3 |

### Matchs de préparation à Orlando avant la reprise de la saison régulière
| Matchs de préparation Total: 1-2 |

| Match | Date match | Équipe        | Score     | Meilleur marqueur   | Meilleur rebondeur          | Meilleur passeur       | Lieux                | Série |
| ----- | ---------- | ------------- | --------- | ------------------- | --------------------------- | ---------------------- | -------------------- | ----- |
| 1     | 22 juillet | L.A. Clippers | D 90-99   | Nikola Vučević (18) | Nikola Vučević (10)         | Cinq joueurs (3)       | AdventHealth Arena   | 0 - 1 |
| 2     | 25 juillet | L.A. Lakers   | D 112-119 | D. J. Augustin (21) | Michael Carter-Williams (8) | Augustin, Fournier (5) | The Field House      | 0 - 2 |
| 3     | 27 juillet | Denver        | V 114-110 | Gary Clark (17)     | Isaac, Vučević (7)          | Evan Fournier (7)      | VISA Athletic Center | 1 - 2 |

### Saison régulière
| Saison régulière Total: 33-40 (Domicile : 18-17; Extérieur : 15-23) |

| Match | Date match | Équipe    | Score    | Meilleur marqueur   | Meilleur rebondeur  | Meilleur passeur   | Lieux            | Série |
| ----- | ---------- | --------- | -------- | ------------------- | ------------------- | ------------------ | ---------------- | ----- |
| 1     | 23 octobre | Cleveland | V 94-85  | Nikola Vučević (21) | Nikola Vučević (9)  | Markelle Fultz (6) | Amway Center     | 1 - 0 |
| 2     | 26 octobre | @ Atlanta | D 99-103 | Evan Fournier (23)  | Nikola Vučević (10) | D. J. Augustin (4) | State Farm Arena | 1 - 1 |
| 3     | 28 octobre | @ Toronto | D 95-104 | Jonathan Isaac (24) | Nikola Vučević (12) | Fultz, Gordon (5)  | Scotiabank Arena | 1 - 2 |
| 4     | 30 octobre | New York  | V 95-83  | Nikola Vučević (21) | Nikola Vučević (13) | D. J. Augustin (7) | Amway Center     | 2 - 2 |

| Match | Date match   | Équipe          | Score     | Meilleur marqueur   | Meilleur rebondeur     | Meilleur passeur       | Lieux                      | Série  |
| ----- | ------------ | --------------- | --------- | ------------------- | ---------------------- | ---------------------- | -------------------------- | ------ |
| 5     | 1er novembre | Milwaukee       | D 91-123  | Evan Fournier (19)  | Nikola Vučević (7)     | D. J. Augustin (6)     | Amway Center               | 2 - 3  |
| 6     | 2 novembre   | Denver          | D 87-91   | Nikola Vučević (24) | Al-Farouq Aminu (10)   | Evan Fournier (5)      | Amway Center               | 2 - 4  |
| 7     | 5 novembre   | @ Oklahoma City | D 94-102  | Aaron Gordon (15)   | Nikola Vučević (11)    | Markelle Fultz (4)     | Chesapeake Energy Arena    | 2 - 5  |
| 8     | 6 novembre   | @ Dallas        | D 106-107 | Aaron Gordon (23)   | Nikola Vučević (11)    | Nikola Vučević (7)     | American Airlines Center   | 2 - 6  |
| 9     | 8 novembre   | Memphis         | V 118-86  | Nikola Vučević (23) | Nikola Vučević (16)    | Fournier, Vučević (6)  | Amway Center               | 3 - 6  |
| 10    | 10 novembre  | Indiana         | D 102-109 | Evan Fournier (22)  | Nikola Vučević (17)    | Augustin, Fournier (6) | Amway Center               | 3 - 7  |
| 11    | 13 novembre  | Philadelphie    | V 112-97  | Nikola Vučević (25) | Aaron Gordon (13)      | D. J. Augustin (8)     | Amway Center               | 4 - 7  |
| 12    | 15 novembre  | San Antonio     | V 111-109 | Evan Fournier (26)  | Augustin, Vučević (13) | Quatre joueurs (4)     | Amway Center               | 5 - 7  |
| 13    | 17 novembre  | Washington      | V 125-121 | Nikola Vučević (30) | Nikola Vučević (17)    | Evan Fournier (9)      | Amway Center               | 6 - 7  |
| 14    | 20 novembre  | @ Toronto       | D 97-113  | Evan Fournier (21)  | Jonathan Isaac (13)    | Augustin, Vučević (5)  | Scotiabank Arena           | 6 - 8  |
| 15    | 23 novembre  | @ Indiana       | D 106-111 | Evan Fournier (26)  | Jonathan Isaac (9)     | Markelle Fultz (9)     | Bankers Life Fieldhouse    | 6 - 9  |
| 16    | 25 novembre  | @ Détroit       | D 88-103  | Terrence Ross (19)  | Mohamed Bamba (12)     | D. J. Augustin (5)     | Little Caesars Arena       | 6 - 10 |
| 17    | 27 novembre  | @ Cleveland     | V 116-104 | Evan Fournier (30)  | Jonathan Isaac (7)     | D. J. Augustin (10)    | Rocket Mortgage FieldHouse | 7 - 10 |
| 18    | 29 novembre  | Toronto         | D 83-90   | Evan Fournier (19)  | Khem Birch (12)        | Evan Fournier (6)      | Amway Center               | 7 - 11 |

| Match | Date match   | Équipe                | Score     | Meilleur marqueur   | Meilleur rebondeur          | Meilleur passeur            | Lieux                      | Série   |
| ----- | ------------ | --------------------- | --------- | ------------------- | --------------------------- | --------------------------- | -------------------------- | ------- |
| 19    | 1er décembre | Golden State          | V 100-96  | Evan Fournier (32)  | Jonathan Isaac (11)         | Markelle Fultz (9)          | Amway Center               | 8 - 11  |
| 20    | 3 décembre   | @ Washington          | V 127-120 | Evan Fournier (31)  | Aaron Gordon (11)           | Markelle Fultz (6)          | Capital One Arena          | 9 - 11  |
| 21    | 4 décembre   | Phoenix               | V 128-114 | Aaron Gordon (32)   | Mohamed Bamba (11)          | D. J. Augustin (7)          | Amway Center               | 10 - 11 |
| 22    | 6 décembre   | @ Cleveland           | V 93-87   | Terrence Ross (21)  | Michael Carter-Williams (7) | D. J. Augustin (7)          | Rocket Mortgage FieldHouse | 11 - 11 |
| 23    | 9 décembre   | @ Milwaukee           | D 101-110 | Evan Fournier (26)  | Aaron Gordon (13)           | Markelle Fultz (9)          | Fiserv Forum               | 11 - 12 |
| 24    | 11 décembre  | L.A. Lakers           | D 87-96   | Jonathan Isaac (19) | Aaron Gordon (14)           | Michael Carter-Williams (6) | Amway Center               | 11 - 13 |
| 25    | 13 décembre  | Houston               | D 107-130 | Evan Fournier (27)  | Bamba, Gordon (6)           | Augustin, Fultz (5)         | Amway Center               | 11 - 14 |
| 26    | 15 décembre  | @ La Nouvelle-Orléans | V 130-119 | Jonathan Isaac (21) | Jonathan Isaac (11)         | D. J. Augustin (8)          | Smoothie King Center       | 12 - 14 |
| 27    | 17 décembre  | @ Utah                | D 102-109 | D. J. Augustin (22) | Nikola Vučević (11)         | Fournier, Vučević (4)       | Vivint Smart Home Arena    | 12 - 15 |
| 28    | 18 décembre  | @ Denver              | D 104-113 | Nikola Vučević (20) | Gordon, Vučević (7)         | D. J. Augustin (7)          | Pepsi Center               | 12 - 16 |
| 29    | 20 décembre  | @ Portland            | D 103-118 | Nikola Vučević (23) | Nikola Vučević (12)         | Fultz, Gordon (4)           | Moda Center                | 12 - 17 |
| 30    | 23 décembre  | Chicago               | V 103-95  | Terrence Ross (26)  | Aaron Gordon (11)           | Augustin, Isaac (5)         | Amway Center               | 13 - 17 |
| 31    | 27 décembre  | Philadelphie          | V 98-97   | Evan Fournier (20)  | Nikola Vučević (12)         | Nikola Vučević (7)          | Amway Center               | 14 - 17 |
| 32    | 28 décembre  | @ Milwaukee           | D 100-111 | Evan Fournier (23)  | Jonathan Isaac (9)          | Markelle Fultz (6)          | Fiserv Forum               | 14 - 18 |
| 33    | 30 décembre  | Atlanta               | D 93-101  | Nikola Vučević (27) | Jonathan Isaac (9)          | D. J. Augustin (6)          | Amway Center               | 14 - 19 |

| Match | Date match  | Équipe          | Score     | Meilleur marqueur            | Meilleur rebondeur  | Meilleur passeur            | Lieux                      | Série   |
| ----- | ----------- | --------------- | --------- | ---------------------------- | ------------------- | --------------------------- | -------------------------- | ------- |
| 34    | 1er janvier | @ Washington    | V 122-101 | D. J. Augustin (25)          | Nikola Vučević (12) | D. J. Augustin (9)          | Capital One Arena          | 15 - 19 |
| 35    | 3 janvier   | Miami           | V 105-85  | Terrence Ross (25)           | Bamba, Vučević (11) | Augustin, Vučević (7)       | Amway Center               | 16 - 19 |
| 36    | 4 janvier   | Utah            | D 96-109  | Terrence Ross (24)           | Nikola Vučević (13) | Markelle Fultz (7)          | Amway Center               | 16 - 20 |
| 37    | 6 janvier   | Brooklyn        | V 101-89  | Markelle Fultz (25)          | Nikola Vučević (24) | D. J. Augustin (6)          | Amway Center               | 17 - 20 |
| 38    | 8 janvier   | Washington      | V 123-89  | Nikola Vučević (29)          | Birch, Vučević (9)  | Markelle Fultz (7)          | Amway Center               | 18 - 20 |
| 39    | 10 janvier  | @ Phoenix       | D 94-98   | Evan Fournier (28)           | Nikola Vučević (13) | Markelle Fultz (6)          | Talking Stick Resort Arena | 18 - 21 |
| 40    | 13 janvier  | @ Sacramento    | V 114-112 | Nikola Vučević (26)          | Nikola Vučević (15) | Evan Fournier (6)           | Golden 1 Center            | 19 - 21 |
| 41    | 15 janvier  | @ L.A. Lakers   | V 119-118 | Fultz, Gordon (21)           | Bamba, Fultz (11)   | Markelle Fultz (10)         | Staples Center             | 20 - 21 |
| 42    | 16 janvier  | @ L.A. Clippers | D 95-122  | Nikola Vučević (22)          | Nikola Vučević (9)  | Fultz, Gordon (5)           | Staples Center             | 20 - 22 |
| 43    | 18 janvier  | @ Golden State  | D 95-109  | Markelle Fultz (23)          | Nikola Vučević (13) | Fournier, Fultz (4)         | Chase Center               | 20 - 23 |
| 44    | 20 janvier  | @ Charlotte     | V 106-83  | Evan Fournier (26)           | Nikola Vučević (10) | Aaron Gordon (7)            | Spectrum Center            | 21 - 23 |
| 45    | 22 janvier  | Oklahoma City   | D 114-120 | Terrence Ross (26)           | Nikola Vučević (11) | Fournier, Fultz (6)         | Amway Center               | 21 - 24 |
| 46    | 24 janvier  | Boston          | D 98-109  | Evan Fournier (30)           | Nikola Vučević (12) | Fultz, Vučević (4)          | Amway Center               | 21 - 25 |
| 47    | 26 janvier  | L.A. Clippers   | D 97-112  | Michael Carter-Williams (15) | Aaron Gordon (10)   | Michael Carter-Williams (8) | Amway Center               | 21 - 26 |
| 48    | 27 janvier  | @ Miami         | D 92-113  | Gordon, Vučević (13)         | Nikola Vučević (12) | Evan Fournier (8)           | American Airlines Arena    | 21 - 27 |

| Match                  | Date match  | Équipe        | Score     | Meilleur marqueur   | Meilleur rebondeur   | Meilleur passeur            | Lieux                 | Série   |
| ---------------------- | ----------- | ------------- | --------- | ------------------- | -------------------- | --------------------------- | --------------------- | ------- |
| 49                     | 1er février | Miami         | D 89-102  | Aaron Gordon (24)   | Nikola Vučević (9)   | Markelle Fultz (6)          | Amway Center          | 21 - 28 |
| 50                     | 3 février   | @ Charlotte   | V 112-100 | Nikola Vučević (22) | Aaron Gordon (12)    | Markelle Fultz (14)         | Spectrum Center       | 22 - 28 |
| 51                     | 5 février   | @ Boston      | D 100-116 | Evan Fournier (26)  | Gordon, Vučević (10) | Michael Carter-Williams (6) | TD Garden             | 22 - 29 |
| 52                     | 6 février   | @ New York    | D 103-105 | Nikola Vučević (25) | Nikola Vučević (8)   | Markelle Fultz (6)          | Madison Square Garden | 22 - 30 |
| 53                     | 8 février   | Milwaukee     | D 95-111  | Nikola Vučević (21) | Nikola Vučević (14)  | Carter, Vučević (6)         | Amway Center          | 22 - 31 |
| 54                     | 10 février  | Atlanta       | V 135-126 | Aaron Gordon (26)   | Gordon, Vučević (9)  | Nikola Vučević (9)          | Amway Center          | 23 - 31 |
| 55                     | 12 février  | Détroit       | V 116-112 | Aaron Gordon (25)   | Nikola Vučević (11)  | Markelle Fultz (10)         | Amway Center          | 24 - 31 |
| NBA All-Star Game 2020 |             |               |           |                     |                      |                             |                       |         |
| 56                     | 21 février  | Dallas        | D 106-122 | Evan Fournier (28)  | Gordon, Vučević (12) | Markelle Fultz (9)          | Amway Center          | 24 - 32 |
| 57                     | 24 février  | @ Brooklyn    | V 115-113 | Aaron Gordon (27)   | Gordon, Vučević (10) | Markelle Fultz (7)          | Barclays Center       | 25 - 32 |
| 58                     | 26 février  | @ Atlanta     | V 130-120 | Evan Fournier (28)  | Nikola Vučević (12)  | Markelle Fultz (8)          | State Farm Arena      | 26 - 32 |
| 59                     | 28 février  | Minnesota     | V 136-125 | Terrence Ross (33)  | Aaron Gordon (11)    | Aaron Gordon (12)           | Amway Center          | 27 - 32 |
| 60                     | 29 février  | @ San Antonio | D 113-114 | Evan Fournier (23)  | Nikola Vučević (9)   | D. J. Augustin (7)          | AT&T Center           | 27 - 33 |

| Match | Date match | Équipe      | Score     | Meilleur marqueur   | Meilleur rebondeur  | Meilleur passeur    | Lieux                   | Série   |
| ----- | ---------- | ----------- | --------- | ------------------- | ------------------- | ------------------- | ----------------------- | ------- |
| 61    | 2 mars     | Portland    | D 107-130 | Nikola Vučević (30) | Nikola Vučević (11) | Markelle Fultz (10) | Amway Center            | 27 - 34 |
| 62    | 4 mars     | @ Miami     | D 113-116 | Terrence Ross (35)  | Nikola Vučević (16) | Aaron Gordon (9)    | American Airlines Arena | 27 - 35 |
| 63    | 6 mars     | @ Minnesota | V 132-118 | Nikola Vučević (28) | Nikola Vučević (12) | Trois joueurs (5)   | Target Center           | 28 - 35 |
| 64    | 8 mars     | @ Houston   | V 126-106 | D. J. Augustin (24) | Nikola Vučević (16) | Markelle Fultz (5)  | Toyota Center           | 29 - 35 |
| 65    | 10 mars    | @ Memphis   | V 120-115 | Terrence Ross (24)  | Nikola Vučević (11) | Aaron Gordon (9)    | FedExForum              | 30 - 35 |

| Match | Date match | Équipe              | Score | Meilleur marqueur | Meilleur rebondeur | Meilleur passeur | Lieux                   | Série |
| ----- | ---------- | ------------------- | ----- | ----------------- | ------------------ | ---------------- | ----------------------- | ----- |
| -     | Annulé     | Chicago             |       |                   |                    |                  | Amway Center            | -     |
| -     | Annulé     | Charlotte           |       |                   |                    |                  | Amway Center            | -     |
| -     | Annulé     | @ Détroit           |       |                   |                    |                  | Little Caesars Arena    | -     |
| -     | Annulé     | Cleveland           |       |                   |                    |                  | Amway Center            | -     |
| -     | Annulé     | Sacramento          |       |                   |                    |                  | Amway Center            | -     |
| -     | Annulé     | @ Brooklyn          |       |                   |                    |                  | Barclays Center         | -     |
| -     | Annulé     | Indiana             |       |                   |                    |                  | Amway Center            | -     |
| -     | Annulé     | Brooklyn            |       |                   |                    |                  | Amway Center            | -     |
| -     | Annulé     | La Nouvelle-Orléans |       |                   |                    |                  | Amway Center            | -     |
| -     | Annulé     | Charlotte           |       |                   |                    |                  | Amway Center            | -     |
| -     | Annulé     | @ Boston            |       |                   |                    |                  | TD Garden               | -     |
| -     | Annulé     | @ Philadelphie      |       |                   |                    |                  | Wells Fargo Center      | -     |
| -     | Annulé     | @ New York          |       |                   |                    |                  | Madison Square Garden   | -     |
| -     | Annulé     | Boston              |       |                   |                    |                  | Amway Center            | -     |
| -     | Annulé     | @ Indiana           |       |                   |                    |                  | Bankers Life Fieldhouse | -     |
| -     | Annulé     | @ Chicago           |       |                   |                    |                  | United Center           | -     |
| -     | Annulé     | Toronto             |       |                   |                    |                  | Amway Center            | -     |

| Match | Date match | Équipe     | Score     | Meilleur marqueur  | Meilleur rebondeur | Meilleur passeur   | Lieux           | Série   |
| ----- | ---------- | ---------- | --------- | ------------------ | ------------------ | ------------------ | --------------- | ------- |
| 66    | 31 juillet | @ Brooklyn | V 128-118 | Evan Fournier (24) | Aaron Gordon (11)  | Markelle Fultz (6) | The Field House | 31 - 35 |

| Match | Date match | Équipe         | Score          | Meilleur marqueur   | Meilleur rebondeur  | Meilleur passeur     | Lieux                | Série   |
| ----- | ---------- | -------------- | -------------- | ------------------- | ------------------- | -------------------- | -------------------- | ------- |
| 67    | 2 août     | Sacramento     | V 132-116      | Terrence Ross (25)  | Nikola Vučević (11) | D. J. Augustin (8)   | The Field House      | 32 - 35 |
| 68    | 4 août     | @ Indiana      | D 109-120      | Nikola Vučević (24) | Nikola Vučević (10) | D. J. Augustin (5)   | VISA Athletic Center | 32 - 36 |
| 69    | 5 août     | Toronto        | D 99-109       | Fournier, Ross (15) | Aaron Gordon (11)   | Aaron Gordon (5)     | VISA Athletic Center | 32 - 37 |
| 70    | 7 août     | @ Philadelphie | D 101-108      | Evan Fournier (22)  | Nikola Vučević (12) | D. J. Augustin (5)   | The Field House      | 32 - 38 |
| 71    | 9 août     | @ Boston       | D 119-122 (OT) | Nikola Vučević (26) | Nikola Vučević (11) | Markelle Fultz (10)  | AdventHealth Arena   | 32 - 39 |
| 72    | 11 août    | Brooklyn       | D 96-108       | Fultz, Iwundu (18)  | Nikola Vučević (10) | Augustin, Iwundu (3) | AdventHealth Arena   | 32 - 40 |
| 73    | 13 août    | New Orleans    | V 133-127      | Nikola Vučević (23) | Nikola Vučević (6)  | Augustin, Iwundu (6) | VISA Athletic Center | 33 - 40 |

### Playoffs
| Playoffs Total: 1-4 (Domicile : 0-2; Extérieur : 1-2) |

| Match | Date match | Équipe      | Score     | Meilleur marqueur   | Meilleur rebondeur  | Meilleur passeur    | Lieux              | Série |
| ----- | ---------- | ----------- | --------- | ------------------- | ------------------- | ------------------- | ------------------ | ----- |
| 1     | 18 août    | @ Milwaukee | V 122-110 | Nikola Vučević (35) | Nikola Vučević (14) | D. J. Augustin (11) | The Field House    | 1 - 0 |
| 2     | 20 août    | @ Milwaukee | D 96-111  | Nikola Vučević (32) | Ennis, Vučević (10) | D. J. Augustin (5)  | The Field House    | 1 - 1 |
| 3     | 22 août    | Milwaukee   | D 107-121 | D. J. Augustin (24) | Gary Clark (8)      | D. J. Augustin (6)  | The Field House    | 1 - 2 |
| 4     | 24 août    | Milwaukee   | D 106-121 | Nikola Vučević (31) | Nikola Vučević (11) | Nikola Vučević (7)  | The Field House    | 1 - 3 |
| 5     | 29 août    | @ Milwaukee | D 104-118 | Nikola Vučević (22) | Nikola Vučević (15) | Fultz, Vučević (5)  | AdventHealth Arena | 1 - 4 |

### Confrontations en saison régulière
| Conférence Est      | Conférence Est                              | Conférence Est                              | Conférence Est                              | Conférence Est                              | Conférence Ouest                            | Conférence Ouest                            | Conférence Ouest                            |
| Division Atlantique | Division Atlantique                         | Division Atlantique                         | Division Atlantique                         | Division Atlantique                         | Division Nord-Ouest                         | Division Nord-Ouest                         | Division Nord-Ouest                         |
| Équipe              | Domicile                                    | Domicile                                    | Extérieur                                   | Extérieur                                   | Équipe                                      | Domicile                                    | Extérieur                                   |
| ------------------- | ------------------------------------------- | ------------------------------------------- | ------------------------------------------- | ------------------------------------------- | ------------------------------------------- | ------------------------------------------- | ------------------------------------------- |
| Boston              | 98-109                                      |                                             | 100-116                                     |                                             | Denver                                      | 87-91                                       | 104-113                                     |
| Brooklyn            | 101-89                                      |                                             | 115-113                                     |                                             | Minnesota                                   | 136-125                                     | 132-118                                     |
| New York            | 95-83                                       |                                             | 103-105                                     |                                             | Oklahoma City                               | 114-120                                     | 94-102                                      |
| Philadelphie        | 112-97                                      | 98-97                                       |                                             |                                             | Portland                                    | 107-130                                     | 103-118                                     |
| Toronto             | 83-90                                       |                                             | 95-104                                      | 97-113                                      | Utah                                        | 96-109                                      | 102-109                                     |
| Matchs à Orlando    |                                             |                                             |                                             |                                             |                                             |                                             |                                             |
| Boston              |                                             |                                             | 119-122 (OT)                                |                                             |                                             |                                             |                                             |
| Brooklyn            | 96-108                                      |                                             | 128-118                                     |                                             |                                             |                                             |                                             |
| Philadelphie        |                                             |                                             | 101-108                                     |                                             |                                             |                                             |                                             |
| Toronto             | 99-109                                      |                                             |                                             |                                             |                                             |                                             |                                             |
|                     | 4–4                                         | 4–4                                         | 2–5                                         | 2–5                                         |                                             | 1–4                                         | 1–4                                         |
| Division            | 6–9                                         | 6–9                                         | 6–9                                         | 6–9                                         | Division                                    | 2–8                                         | 2–8                                         |
| Division Centrale   | Division Centrale                           | Division Centrale                           | Division Centrale                           | Division Centrale                           | Division Pacifique                          | Division Pacifique                          | Division Pacifique                          |
| Équipe              | Domicile                                    | Domicile                                    | Extérieur                                   | Extérieur                                   | Équipe                                      | Domicile                                    | Extérieur                                   |
| Chicago             | 103-95                                      |                                             |                                             |                                             | Golden State                                | 100-96                                      | 95-109                                      |
| Cleveland           | 94-85                                       |                                             | 116-104                                     | 93-87                                       | L.A. Clippers                               | 97-112                                      | 95-122                                      |
| Detroit             | 116-112                                     |                                             | 88-103                                      |                                             | L.A. Lakers                                 | 87-96                                       | 119-118                                     |
| Indiana             | 102-109                                     |                                             | 106-111                                     |                                             | Phoenix                                     | 128-114                                     | 94-98                                       |
| Milwaukee           | 91-123                                      | 95-111                                      | 101-110                                     | 100-111                                     | Sacramento                                  |                                             | 114-112                                     |
| Matchs à Orlando    |                                             |                                             |                                             |                                             |                                             |                                             |                                             |
| Indiana             |                                             |                                             | 109-120                                     |                                             | Sacramento                                  | 132-116                                     |                                             |
|                     | 3–3                                         | 3–3                                         | 2–5                                         | 2–5                                         |                                             | 3–2                                         | 2–3                                         |
| Division            | 5–8                                         | 5–8                                         | 5–8                                         | 5–8                                         | Division                                    | 5–5                                         | 5–5                                         |
| Division Sud-Est    | Division Sud-Est                            | Division Sud-Est                            | Division Sud-Est                            | Division Sud-Est                            | Division Sud-Ouest                          | Division Sud-Ouest                          | Division Sud-Ouest                          |
| Équipe              | Domicile                                    | Domicile                                    | Extérieur                                   | Extérieur                                   | Équipe                                      | Domicile                                    | Extérieur                                   |
| Atlanta             | 93-101                                      | 135-126                                     | 99-103                                      | 130-120                                     | Dallas                                      | 106-122                                     | 106-107                                     |
| Charlotte           |                                             |                                             | 106-83                                      | 112-100                                     | Houston                                     | 107-130                                     | 126-106                                     |
| Miami               | 105-85                                      | 89-102                                      | 92-113                                      | 113-116                                     | Memphis                                     | 118-86                                      | 120-115                                     |
|                     |                                             |                                             |                                             |                                             | New Orleans                                 |                                             | 130-119                                     |
| Washington          | 125-121                                     | 123-89                                      | 127-120                                     | 122-101                                     | San Antonio                                 | 111-109                                     | 113-114                                     |
| Matchs à Orlando    |                                             |                                             |                                             |                                             |                                             |                                             |                                             |
|                     |                                             |                                             |                                             |                                             | New Orleans                                 | 133-127                                     |                                             |
|                     | 4–2                                         | 4–2                                         | 5–3                                         | 5–3                                         |                                             | 3–2                                         | 3–2                                         |
| Division            | 9–5                                         | 9–5                                         | 9–5                                         | 9–5                                         | Division                                    | 6–4                                         | 6–4                                         |
| Conférence          | 20–23 (Domicile : 11–9; Extérieur : 9–14)   | 20–23 (Domicile : 11–9; Extérieur : 9–14)   | 20–23 (Domicile : 11–9; Extérieur : 9–14)   | 20–23 (Domicile : 11–9; Extérieur : 9–14)   | Conférence                                  | 13–17 (Domicile : 7–8; Extérieur : 6–9)     | 13–17 (Domicile : 7–8; Extérieur : 6–9)     |
| Total               | 33–40 (Domicile : 18–17; Extérieur : 15–23) | 33–40 (Domicile : 18–17; Extérieur : 15–23) | 33–40 (Domicile : 18–17; Extérieur : 15–23) | 33–40 (Domicile : 18–17; Extérieur : 15–23) | 33–40 (Domicile : 18–17; Extérieur : 15–23) | 33–40 (Domicile : 18–17; Extérieur : 15–23) | 33–40 (Domicile : 18–17; Extérieur : 15–23) |

## Classements de la saison régulière
| Conférence Est | Conférence Est         | Conférence Est | Conférence Est | Conférence Est | Conférence Est | Conférence Est | Conférence Est |
| No             | Franchise              | Vic.           | Déf.           | MJ             | V/D            | GB             |                |
| -------------- | ---------------------- | -------------- | -------------- | -------------- | -------------- | -------------- | -------------- |
| 1              | Bucks de Milwaukee     | 56             | 17             | 73             | .767           | –              |                |
| 2              | Raptors de Toronto     | 53             | 19             | 72             | .736           | 2.5            |                |
| 3              | Celtics de Boston      | 48             | 24             | 72             | .667           | 7.5            |                |
| 4              | Pacers de l'Indiana    | 45             | 28             | 73             | .616           | 11             |                |
| 5              | Heat de Miami          | 44             | 29             | 73             | .603           | 12             |                |
| 6              | 76ers de Philadelphie  | 43             | 30             | 73             | .589           | 13             |                |
| 7              | Nets de Brooklyn       | 35             | 37             | 72             | .486           | 20.5           |                |
| 8              | Magic d'Orlando        | 33             | 40             | 73             | .452           | 23             |                |
|                |                        |                |                |                |                |                |                |
| 9              | Wizards de Washington¹ | 25             | 47             | 72             | .347           | 30.5           |                |
| 10             | Hornets de Charlotte   | 23             | 42             | 65             | .354           | 29             |                |
| 11             | Bulls de Chicago       | 22             | 43             | 65             | .338           | 30             |                |
| 12             | Knicks de New York     | 21             | 45             | 66             | .318           | 31.5           |                |
| 13             | Pistons de Détroit     | 20             | 46             | 66             | .303           | 32.5           |                |
| 14             | Hawks d'Atlanta        | 20             | 47             | 67             | .299           | 33             |                |
| 15             | Cavaliers de Cleveland | 19             | 46             | 65             | .292           | 33             |                |

| Division Sud-Est     | V  | D  | MJ | V/D  | GB   | Dom   | Ext   | Div  |
| -------------------- | -- | -- | -- | ---- | ---- | ----- | ----- | ---- |
| Heat de Miami        | 44 | 29 | 73 | .603 | –    | 29–7  | 15–22 | 10–4 |
| Magic d'Orlando      | 33 | 40 | 73 | .452 | 11.5 | 18–17 | 15–23 | 9–5  |
| Washington Wizards   | 25 | 47 | 72 | .347 | 19   | 16–20 | 9–27  | 5–9  |
| Hornets de Charlotte | 23 | 42 | 65 | .354 | 17.5 | 10–21 | 13–21 | 2–7  |
| Hawks d'Atlanta      | 20 | 47 | 66 | .299 | 21.5 | 14–20 | 6–27  | 6–7  |

## Effectif

### Effectif actuel
| Magic d'Orlando Effectif en fin de saison                      |    |                        |  |                         |                    |
| Entraîneur : Steve Clifford                                    |    |                        |  |                         |                    |
| Ailier / Ailier fort                                           | 2  | /                      |  | Al-Farouq Aminu         | Wake Forest        |
| Meneur                                                         | 14 | Drapeau des États-Unis |  | D. J. Augustin          | Texas              |
| Pivot                                                          | 5  | Drapeau des États-Unis |  | Mohamed Bamba           | Texas              |
| Ailier fort / Pivot                                            | 24 | Drapeau du Canada      |  | Khem Birch              | UNLV               |
| Meneur                                                         | 7  | Drapeau des États-Unis |  | Michael Carter-Williams | Syracuse           |
| Ailier fort                                                    | 12 | Drapeau des États-Unis |  | Gary Clark              | Cincinnati         |
| Ailier                                                         | 11 | Drapeau des États-Unis |  | James Ennis III         | Long Beach State   |
| Arrière / Ailier                                               | 10 | Drapeau de la France   |  | Evan Fournier           | Poitiers Basket 86 |
| Arrière / Ailier                                               | 35 | Drapeau des États-Unis |  | Melvin Frazier Jr.      | Tulane             |
| Meneur / Arrière                                               | 20 | Drapeau des États-Unis |  | Markelle Fultz          | Washington         |
| Ailier / Ailier fort                                           | 00 | Drapeau des États-Unis |  | Aaron Gordon            | Arizona            |
| Ailier / Ailier fort                                           | 1  | Drapeau des États-Unis |  | Jonathan Isaac          | Florida State      |
| Ailier                                                         | 25 | Drapeau des États-Unis |  | Wes Iwundu              | Kansas State       |
| Arrière                                                        | 13 | Drapeau des États-Unis |  | B. J. Johnson (TW)      | La Salle           |
| Ailier                                                         | 23 | Drapeau des États-Unis |  | Vic Law (R) (TW)        | Northwestern       |
| Arrière / Ailier                                               | 31 | Drapeau des États-Unis |  | Terrence Ross           | Washington         |
| Pivot                                                          | 9  | Drapeau du Monténégro  |  | Nikola Vučević          | USC                |
| (C) - Capitaine, (R) - Rookie, (TW) - Two-way contract, Blessé |    |                        |  |                         |                    |

## Récompenses durant la saison
Récapitulatif des récompenses obtenues par les joueurs de l'équipe durant la saison.
| Date                      | Joueur         | Récompense                                  |
| ------------------------- | -------------- | ------------------------------------------- |
| 11 novembre - 17 novembre | Nikola Vučević | Joueur de la semaine dans la conférence Est |

## Transactions
Le détail des différents contrats signés par l'équipe est disponible dans la section supérieure des contrats des joueurs, avec les montants des salaires.

### Échanges
| Juin      | Juin                                                                                         | Juin                                                                    | Juin  |
| --------- | -------------------------------------------------------------------------------------------- | ----------------------------------------------------------------------- | ----- |
| 20 juin   | Vers le Magic d'Orlando - Second tour de draft 2020 - Compensation financière de 2 226 778 $ | Vers les Lakers de Los Angeles - Droits sur Talen Horton-Tucker (#46)   | [ 8 ] |
| Février   |                                                                                              |                                                                         |       |
| 6 février | Vers le Magic d'Orlando - James Ennis III                                                    | Vers les 76ers de Philadelphie - Second tour de draft 2020 (Des Lakers) | [ 9 ] |

### Joueurs qui re-signent
| Date       | Joueur                  |
| ---------- | ----------------------- |
| 06/07/2019 | Terrence Ross           |
| 06/07/2019 | Nikola Vučević          |
| 10/07/2019 | Khem Birch              |
| 10/07/2019 | Michael Carter-Williams |

### Options dans les contrats
| Date       | Joueur          | Option                                                                       |
| ---------- | --------------- | ---------------------------------------------------------------------------- |
| 25/06/2019 | Wes Iwundu      | Orlando exerce son option d'équipe.                                          |
| 29/06/2019 | Jerian Grant    | Orlando décline la Qualifying Offer.                                         |
| 29/06/2019 | Jarell Martin   | Orlando décline la Qualifying Offer.                                         |
| 12/07/2019 | Amile Jefferson | Orlando décline la Qualifying Offer.                                         |
| 16/09/2019 | Markelle Fultz  | Orlando active son option d'équipe de 12 288 697 $ pour la saison 2020-2021. |
| 17/09/2019 | Mohamed Bamba   | Orlando active son option d'équipe de 5 969 040 $ pour la saison 2020-2021.  |
| 17/09/2019 | Jonathan Isaac  | Orlando active son option d'équipe de 7 362 566 $ pour la saison 2020-2021.  |

## Arrivées

### Agents libres
| Date       | Joueur          | Provenance                             |
| ---------- | --------------- | -------------------------------------- |
| 06/07/2019 | Al-Farouq Aminu | Trail Blazers de Portland              |
| 30/07/2019 | DaQuan Jeffries | Golden Hurricane de Tulsa (NCAA)       |
| 30/07/2019 | Vic Law         | Wildcats de Northwestern (NCAA)        |
| 13/08/2019 | Hassani Gravett | Gamecocks de la Caroline du Sud (NCAA) |
| 23/09/2019 | Isaac Humphries | Hawks d'Atlanta                        |
| 27/09/2019 | B. J. Johnson   | Kings de Sacramento                    |
| 07/10/2019 | Jon Davis       | 49ers de Charlotte (NCAA)              |
| 01/11/2019 | Amile Jefferson | Magic d'Orlando (Two-way contract)     |
| 08/02/2020 | Gary Clark      | Magic d'Orlando (Contrat de 10 jours)  |

### Contrat de 10 jours
| Date       | Joueur       | Provenance                                   |
| ---------- | ------------ | -------------------------------------------- |
| 11/01/2020 | Josh Magette | Magic d'Orlando (Two-way contract)           |
| 14/01/2020 | Gary Clark   | Rockets de Houston                           |
| 29/01/2020 | Gary Clark   | Magic d'Orlando (second contrat de 10 jours) |

### Two-way contracts
| Date       | Joueur        | Provenance                                  |
| ---------- | ------------- | ------------------------------------------- |
| 23/07/2019 | Josh Magette  | CB Gran Canaria                             |
| 04/11/2019 | B. J. Johnson | Magic d'Orlando (non conservé initialement) |
| 11/01/2020 | Vic Law       | Magic de Lakeland (G League)                |

## Départs

### Agents libres
| Date       | Joueur        | Nouvelle équipe¹          |
| ---------- | ------------- | ------------------------- |
| 01/07/2019 | Troy Caupain  | Trail Blazers de Portland |
| 01/07/2019 | Jerian Grant  | Qingdao Eagles            |
| 01/07/2019 | Jarell Martin | Cavaliers de Cleveland    |

### Joueurs coupés
| Date       | Joueur          | Nouvelle équipe ¹            |
| ---------- | --------------- | ---------------------------- |
| 06/07/2019 | Timofeï Mozgov  | BC Khimki Moscou             |
| 14/01/2020 | Josh Magette    | Magic de Lakeland (G League) |
| 06/02/2020 | Amile Jefferson | Magic de Lakeland (G League) |

¹ Il s'agit de l’équipe pour laquelle le joueur a signé après son départ, il a pu entre-temps changer d'équipe ou encore de pays.

### Joueurs non retenus au training camp
Liste des joueurs non retenus pour commencer la saison NBA.
| Joueur          |
| --------------- |
| Jon Davis       |
| Hassani Gravett |
| Isaac Humphries |
| DaQuan Jeffries |
| B. J. Johnson   |
| Vic Law         |

## Situation à la fin de saison

### Joueurs "agents libres"
| Joueur                  | Fin de saison         |
| ----------------------- | --------------------- |
| D. J. Augustin          | Agent libre           |
| Michael Carter-Williams | Agent libre           |
| Gary Clark              | Agent libre restreint |
| Wes Iwundu              | Agent libre restreint |
| B. J. Johnson           | Agent libre restreint |
| Vic Law                 | Agent libre restreint |

### Options en fin de saison
| Joueur          | Fin de saison  |
| --------------- | -------------- |
| James Ennis III | Option joueur. |
| Evan Fournier   | Option joueur. |